# Друга Србија
Друга Србија је израз који се користи у српским интелектуалним круговима. Настао је на основу књиге „Друга Србија” (Иван Чоловић, Аљоша Мимица, Београдски Круг, Борба, 1992), а представља збирку од 80 говора са 10 јавних трибина у Београду током пролећа 1992. године. Говори су представљали отворени протест против диктатуре, медијског једноумља, раста ратнохушкачког национализма и рата.
Међутим, израз „Друга Србија” има и своју предисторију. Аутор појма „Друга Србија” је наводно усташки пуковник, усташки представник у Берлину и министар спољних послова Независне Државе Хрватске Младен Лорковић. Ово је било познато научној јавности још 1975.  у Загребу, захваљујући објављивању зборника Р. В. Ситон-Вотсон и Југославени, Кореспонденција 1906—1941.
„Друга Србија” је 90их година 20. века постала синоним отпора свих који су одбили да се помире са Милошевићевом влашћу и националистичком идеологијом и подржавају нову, различиту, промењену Србију. Израз се често користи и у циљу тачног раздвајања од националиста, популиста и других милитаристичких опција као и владине опције. У истом значењу се употребљава и израз грађанска Србија.
Као реакција на поделу „Прве Србије” и „Друге Србије”, често се у интелектуалним круговима и међу критичарима појављује термин „Трећа Србија”.